# Казанский ярус
| Пермский период в ОСШ (Россия) Деление по состоянию на март 2024 года |              |                |                       |
| система                                                               | отдел        | ярус / век     | Ниж. граница, млн лет |
| Триас                                                                 | Нижний       | Индский        | 251,902±0,024         |
| Пермь                                                                 | Татарский    | Вятский        | 259,51±0,2            |
| Пермь                                                                 | Татарский    | Северодвинский | 264,28±0,16           |
| Пермь                                                                 | Биармийский  | Уржумский      | 266,9±0,4             |
| Пермь                                                                 | Биармийский  | Казанский      | 273,01±0,14           |
| Пермь                                                                 | Приуральский | Уфимский       | ?                     |
| Пермь                                                                 | Приуральский | Кунгурский     | 283,5±0,6             |
| Пермь                                                                 | Приуральский | Артинский      | 290,1±0,26            |
| Пермь                                                                 | Приуральский | Сакмарский     | 293,52±0,17           |
| Пермь                                                                 | Приуральский | Ассельский     | 298,9±0,15            |
| Карбон                                                                | Верхний      | Гжельский      | больше                |

Казанский ярус (англ. Kazanian Stage) — нижний ярус биармийского отдела пермской системы в Общей стратиграфической шкале России. Охватывает породы, сформировавшиеся в казанский век биармийской эпохи пермского периода, 273,01—266,9 миллионов лет назад (всего около 6 миллионов лет). Расположен над уфимским ярусом приуральского отдела и под уржумским ярусом биармийского отдела. Соответствует роудскому ярусу в Международной стратиграфической шкале.
Название, данное по городу Казань, предложил Нечаев А. В. в 1915 году.
Нижняя граница определяется появлением роудских конодонтов вида Kamagnathus khalimbadzhae. Также ярус характеризуется присутствием аммонитов Sverdrupites harkeri.

## Палеогеография
В пермском периоде Восточно-Европейская платформа располагалась в зоне субтропиков, между 20-25° северного полушария, и смещалась с северо-запада на юго-восток и обратно. Чередующиеся погружения и поднятия данной территории влияли на уровень внутриконтинентального моря. В казанский век происходила наиболее крупная трансгрессия морского бассейна. В Волго-Уральском регионе наблюдалась гумидизация климата, в прибрежной зоне возникали торфяники. Ближе к Уралу в речных отложениях казанского века найдено много ископаемых деревьев. Уже к концу казанского века, при поднятии платформы и смене её движения на обратное, морской бассейн распадается на изолированные водоёмы, которые в последовавшем уржумском веке, вероятно, слились в единое пресноводное море-озеро.

## Основные события казанского века
Век характеризует казанское событие, связанное с быстрым и широким распространением казанских аммоноидей, таксономическим обновлением брахиопод и двустворчатых моллюсков, заселением восточноевропейского бассейна роудскими конодонтами, а также распространением циатоксониевых кораллов в обоих полушариях.

## Органический мир

### Флора
Доминирующими наземными растениями казанского века являются  филладодермы, птеридоспермы, членистостебельные, папоротники, и плауновидные. В европейской России представлены Paracalamites frigidius, Annulina neuburgiana и растения неопределённого систематического положения: Wattia и Zamiopteris.

### Фауна

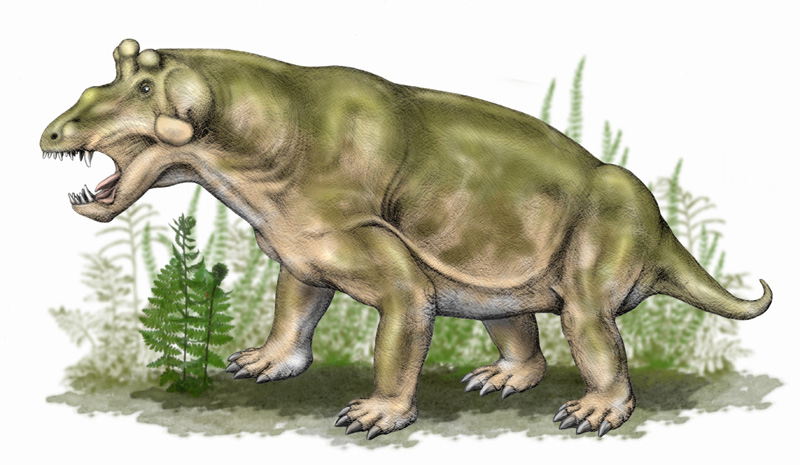
Реконструкция Estemmenosuchus uralensis

В казанское время широко распространились хрящевые рыбы из группы Elasmobranchii. В европейской России из казанских отложений описаны зубы и чешуи родов Stethacanthus, Glikmanius, Cladodus, Sphenacanthus, «Lissodus», «Polyacrodus» и Cooleyella. 
К концу казанского века в Восточной Европе достигли расцвета диноцефалы, среди которых были и растительноядные, и плотоядные формы. В числе последних некрупный археосиодон (Archaeosyodon praeventor), обладавший крючковидными клыками. Наиболее богатая коллекция окаменелостей позднеказанских позвоночных обнаружена при раскопках местонахождения Очёр, Пермский край, в 1950-е гг. В песчаниках, образовавшихся в руслах рек, обнаружены остатки крупных растительноядных диноцефалов эстемменозухов (Estemmenosuchus uralensis), хищных биармозухов (Biarmosuchus tener) и всеядных очёрий (Otsheria netzvetajevi). Вместе с ними обнаружены амфибии-темноспондилы коллидозух (Collidosucus tchudinovi), конжуковия (Konzhukovia vetusta) и камакопс (Camacops acervalis).